# Basilicagoiano
Basilicagoiano (Besgavoiano o La Vila in dialetto parmigiano) è una frazione di 1 744 abitanti del comune di Montechiarugolo, in provincia di Parma.
La località è sede di una delle cinque consulte frazionali del comune policentrico di Montechiarugolo, dal cui centro dista 2,24 km.

## Geografia fisica
Basilicagoiano sorge sulla sponda sinistra del torrente Enza, tra le pressoché pianeggianti terre coltivate bagnate dai canali Fossazza e Zoletta.

## Origini del nome
Secondo una serie di documenti medievali il toponimo sarebbe dovuto alla presenza della pieve, detta in epoca medievale Basilica Giuliano, dal nome del vescovo di Piacenza Giuliano vissuto a cavallo dell'800, o Basilica di Gojano, dal prediale romano Gojano ricorrente anche in altre località del Parmense. Alcuni storici ritengono invece che tale denominazione abbia origine dal termine besga, col significato di "bisca, gioco d'azzardo", oppure dal vocabolo celtico Besegovium, ossia "canale travolgente".

## Storia
Risale al 22 giugno 1100 la prima testimonianza certa dell'esistenza del borgo di Basilicagoiano, menzionato in un atto notarile di compravendita di un orto; in realtà l'insediamento sorse molto più probabilmente alcuni secoli prima.

L'antica pieve di Santo Stefano fu costruita prima del 1169, secondo la tradizione per volere del vescovo di Piacenza, al quale nel 1199 fu confermata l'autorità sul luogo di culto dal papa Innocenzo III.
A partire dal 1403, in seguito alla cacciata dei Rossi da Parma da parte di Ottobuono de' Terzi, per alcuni anni il Parmense fu oggetto di scorrerie da parte della famiglia, che razziò Basilicagoiano due volte nello stesso anno. Nel 1406 il duca di Milano Giovanni Maria Visconti investì il condottiero Guido Torelli, alleato dei Terzi, del feudo di Montechiarugolo, comprendente anche le località di Monticelli, La Villa, Martorano, Marano, Tortiano, Basilicagoiano, Pecorile e Lesignano.
Nel 1428 il duca Filippo Maria Visconti elevò al rango di contea il feudo, investendone ufficialmente Guido e i suoi discendenti; i Torelli, a eccezione di una breve parentesi intorno al 1500, ne mantennero continuativamente il possesso fino al 1612, quando il conte Pio fu condannato a morte dal duca Ranuccio I Farnese con l'accusa di aver partecipato con numerosi altri nobili del Parmense alla presunta congiura dei feudatari; il feudo fu quindi assorbito dalla Camera Ducale di Parma.
Nel 1806, dopo l'annessione del ducato di Parma e Piacenza all'Impero francese, Basilicagoiano fu inglobata nel costituendo Comune di Montechiarugolo.

## Monumenti e luoghi d'interesse

### Chiesa di Santo Stefano
Edificata originariamente prima del 1169 per volere, secondo la tradizione, del vescovo di Piacenza, la pieve fu completamente ricostruita in stile rinascimentale nel XVI secolo; modificata nel 1717 con l'aggiunta delle quattro cappelle laterali barocche a pianta ottagonale, fu arricchita della facciata neorinascimentale tra il 1936 e il 1937; al suo interno conserva due dipinti settecenteschi, un affresco staccato risalente al 1481 e un organo seicentesco.

### Villa Borri

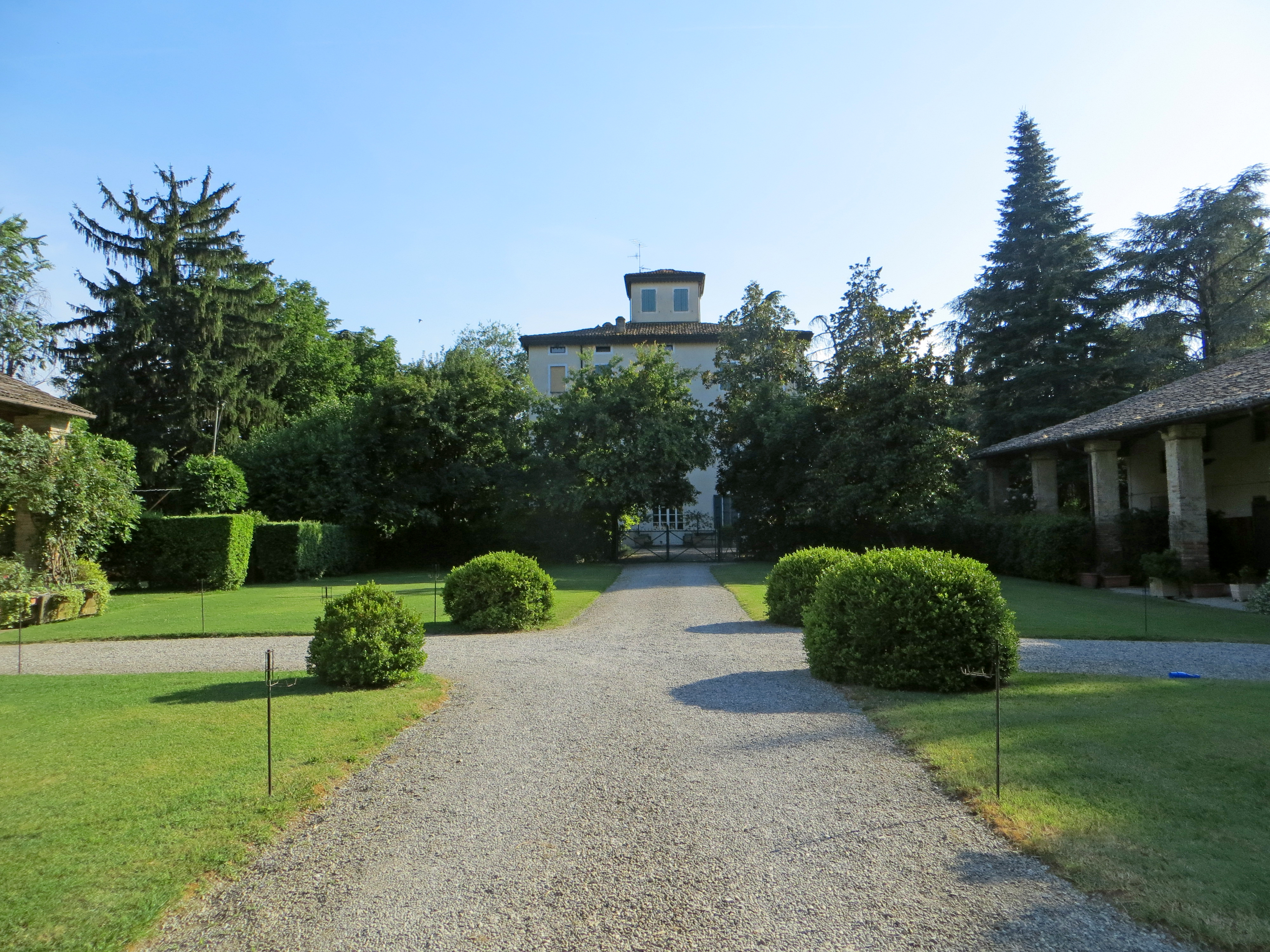
Villa Borri

Costruita per volere della nobile famiglia Borri tra il XVI e il XVII secolo quale casa padronale di campagna e casino di caccia, la villa rinascimentale fu successivamente modificata con alcune aggiunte barocche, mantenendo tuttavia pressoché inalterata la veste originaria; ereditata nel XIX secolo da Cesare Campagna e poi dalla famiglia Corbellini, fu acquistata in seguito dal nobile Giovanni Battista Borri, che, appartenente a un altro ramo dell'antica casata, la trasmise ai suoi discendenti. La struttura, sviluppata su una pianta quadrata, si erge su tre livelli principali fuori terra ed è dominata dalla torretta che si innalza al culmine del tetto; all'interno il salone passante, ornato con affreschi sulla volta a botte, dà accesso a vari ambienti, tra cui la cappella e lo scalone. Intorno si sviluppa il parco; il viale d'ingresso è affiancato da due ali di edifici.

### Villa Roncoroni-Bianchi
Costruita per volere dei nobili Giovanni Battista, Andrea e Giuseppe Borri nel 1845, la grande villa neoclassica fu assegnata nella seconda metà del secolo al figlio di Giovanni Battista, Francesco, che la trasmise nel 1913 alla figlia Margherita Borri in Bianchi; ereditata dalla figlia Maria Teresa Bianchi, moglie di Giuseppe Roncoroni, passò successivamente ai suoi discendenti. L'edificio, molto simile alla vicina villa Borri, si sviluppa su una pianta quadrata, affiancata da due basse ali laterali coronate da terrazze; la simmetrica facciata si erge su tre livelli principali fuori terra ed è dominata dalla torretta che si erge al culmine del tetto; all'interno il largo salone, coperto da una volta a botte, si collega nel mezzo con un corridoio all'ingresso posteriore; ai lati si aprono vari ambienti ornati con dipinti ottocenteschi, tra cui la sala da pranzo, che ospita anche un olio raffigurante la Dedizione della Città di Parma alla Madonna, eseguito da Giorgio Gandini del Grano. Intorno si sviluppa il parco, ove sorge l'antica cappella, riadattata a serra.

### Villa Candian
Costruita quale convento dedicato a san Geminiano in epoca medievale, la struttura, dipendente dal monastero di San Quintino di Parma, fu menzionata per la prima volta nel 1163; modificata e ampliata a più riprese, appartenne alle religiose benedettine fino alla soppressione degli ordini religiosi stabilita dai decreti napoleonici dei primi anni del XIX secolo; abbandonata e trasformata in edificio colonico, fu acquistata intorno al 1840 da Carlo Piazza; suddivisa in due parti dalle due figlie, fu acquistata nel 1939 da Aurelio Candian, che negli anni seguenti avviò importanti lavori di restauro dell'intera struttura e degli adiacenti fabbricati agricoli, realizzando anche l'ampio parco sul retro. L'edificio, sviluppato su una pianta irregolare a lato della strada, si erge su tre livelli fuori terra; la facciata, pressoché priva di decorazioni, conserva un vecchissimo portale in pietra, delimitato da lesene; all'interno si trovano numerosi ambienti, tra cui l'antico grande refettorio, caratterizzato dalla presenza di due colonne a sostegno delle travi lignee del soffitto, e l'oratorio di San Carlo, realizzato nel 1854.